# Wanderer (Schiff, 1865)
Die Wanderer war eine oldenburgische Schonerbrigg, die 1885 im Atlantik verschollen ist.
Das Schiff lief am 1. Juli 1865 bei Denker, Tobias & Co. in Klippkanne vom Stapel, um dann durch die Partenreederei unter Leitung von J. F. Haye sen. in Brake im Verkehr zwischen der Weser und Westindien eingesetzt zu werden. Ihre Länge betrug 32,5 m, ihre Breite 7,4 m und ihr Tiefgang 3,7 m. Insgesamt war sie auf 99 CL bzw. 223 RT vermessen.
Die Weser-Zeitung berichtete am 26. Juli 1881, dass die Wanderer für eine Überfahrt von Bremen nach Angostura/Venezuela 37 Tage gebraucht hätte, davon allein 16, um den Orinoco stromaufwärts zu gelangen.
Im Frühjahr 1885 lief die Schonerbrigg von Laguna de Términos/Mexiko mit einer Ladung Farbholz unter Kapitän G. Oltmanns nach Falmouth aus. Seit der Ausfahrt gab es keine Nachrichten mehr von dem Schiff.